# Chlorid neptuničitý
Chlorid neptuničitý je anorganická sloučenina s chemickým vzorcem NpCl4.

## Příprava
Chlorid neptuničitý lze připravit reakcí nitridu neptunitého s kyselinou chlorovodíkovou:
2 NpN + 8 HCl → N2 + 4 H2 + 2 NpCl4
Lze jej také připravit reakcí sulfidu neptunitého s kyselinou chlorovodíkovou:
Np2S3 + 8 HCl → 2 NpCl4 + 3 H2S + H2
Poprvé byl však chlorid neptuničitý připraven reakcí tetrachlormethanu s oxidem neptuničitým nebo šťavelanem neptuničitým při teplotě 500 °C. Chlorid neptuničitý vzniká jako žlutý sublimát.
NpO2 + CCl4 → NpCl4 + CO2

## Vlastnosti
Chlorid neptuničitý je radioaktivní oranžovohnědá pevná látka. Krystalizuje v tetragonální soustavě s prostorovou grupou I4/amd (číslo 141) a mřížkovými parametry a = 8,229(2) Å a c = 7,437(1) Å.
Chlorid neptuničitý je citlivý na vlhkost. Zahřátím na vzduchu na 750 °C vzniká oxid neptuničitý.
Chlorid neptuničitý lze redukovat na chlorid neptunitý vodíkem při teplotě 450 °C a nebo amoniakem při teplotě 350 až 1000 °C:
6 NpCl4 + 2 NH3 → 6 NpCl3 + 6 HCl + N2
2 NpCl4 + H2 → 2 NpCl3 + 2HCl